# Apallates dissidens
Apallates dissidens är en tvåvingeart som först beskrevs av Tucker 1908.  Apallates dissidens ingår i släktet Apallates och familjen fritflugor. Inga underarter finns listade i Catalogue of Life.